# Paradox brambor
Paradox brambor (také bramborový paradox) je úvaha založená na příkladu, který se týká vztahu mezi hmotností a obsahem vody brambor. Kniha Univerzální kniha matematiky od matematika Davida J. Darlinga uvádí následující úlohu:
„Fred přinese domů 100 kg (čistě matematických) brambor, které obsahují 99 % (čistě matematické) vody. Poté je nechá venku přes noc. Ráno obsahovaly 98 % vody. Jaká byla jejich nová hmotnost?“
Jako řešení kniha uvádí:
„Správná a překvapivá odpověď zní 50 kg.“

Vizualizace ukazuje čtverce, kde modré čtverce reprezentují kilogramy vody a oranžové čtverce reprezentují kilogramy pevné hmoty brambor. Vlevo, před odpařením: 1 kg pevné hmoty, 99 kg vody (99 % vody). Uprostřed: 1 kg pevné hmoty, 49 kg vody (98 % vody).

Pokud jsou brambory složeny z 99 % vody, suchá hmota tvoří 1 %. To znamená, že 100 kg brambor obsahuje 1 kg suché hmoty, která zůstává nezměněna, protože se odpařuje pouze voda.
Aby měly brambory obsah vody 98 %, musí suchá hmota tvořit 2 % celkové hmotnosti, tedy dvojnásobek původní hodnoty. Množství suché hmoty (1 kg) zůstává neměnné, takže lze dosáhnout snížení obsahu vody pouze snížením celkové hmotnosti brambor. Protože poměr suché hmoty se musí zdvojnásobit, celková hmotnost brambor se musí snížit na polovinu, což dává odpověď 50 kg.

## Důkazy

### Jednoduché vysvětlení
Mějme 100 kg brambor, které jsou z 99 % z vody, což znamená, že obsahuje 99 kg vody a 1 kg pevné hmoty. Poměr tuhých látek vůči vodě je 1:99.
Pokud chceme snížit podíl vody na 98 %, musí pevná hmota tvořit 2 % celkové hmotnosti brambor. Tento požadovaný poměr 2:98 odpovídá poměru 1:49. Protože pevná hmota stále váží 1 kg, musíme snížit hmotnost vody na 49 kg.

### Algebraické vysvětlení
Pokud je hmotnost vody v odpařených bramborách 98 %, pak hmotnost tuhé látky musí být 2 % z celkové hmotnosti. Označme hmotnost brambor jako {\displaystyle x}, s tím, že hmotnost tuhé látky zůstává 1 kg (není ovlivněna odpařováním), pak platí:
{\displaystyle 0,02x=1}
{\displaystyle x=50}
To znamená, že celková hmotnost je 50 kg, z toho 1 kg připadá na tuhou látku a 49 kg na vodu.

## Skutečné hmotnostní poměry
Surové brambory s dužinou a slupkou obsahují přibližně 80 procent vody a po šesti měsících skladování ztrácejí mezi 6 a 15 procent své původní hmotnosti, tedy odpařením 7,2 až 18 procent původního obsahu vody.
Tento paradox lze formulovat také pomocí vodních melounů, které obsahují alespoň 91,45 procent vody. Tykev vosková má dokonce 96,10 procent, neoloupaná okurka 95,23 a oloupaná 96,73 procent.